# رحمن علي
رحمن علي (بالإنجليزية: Rahman Ali) مواليد 18 يوليو 1943 في لويفيل، الولايات المتحدة، هو ملاكم أمريكي يصنف ضمن فئة الوزن الثقيل. وهو الأخ الأصغر لمحمد علي كلاي.

## إحصائيات
خاض خلال مسيرته 18 نزالا، فاز في 14 وتعادل في 1 وخسر في 3. فاز بالضربة القاضية في 7 نزالا.

## روابط خارجية
- رحمن علي على موقع IMDb (الإنجليزية)
- رحمن علي على موقع قاعدة بيانات الفيلم (الإنجليزية)
- رحمن علي على موقع بوكس ريك (الإنجليزية) (registration required)